# Mazaeras francki
Mazaeras francki là một loài bướm đêm thuộc phân họ Arctiinae, họ Erebidae.